# Roye (Alta Saona)
Roye è un comune francese di 1 337 abitanti situato nel dipartimento dell'Alta Saona nella regione della Borgogna-Franca Contea.

## Società

### Evoluzione demografica
Abitanti censiti